# إدوين إم. رايت
إدوين إم. رايت هو سياسي أمريكي، ولد في 1897، وتوفي في 1987.